# دارکان اسدیلوف
دارکان اسدیلوف (انگلیسی: Darkhan Assadilov؛ زاده ۸ اوت ۱۹۸۷ ) کاراته کا اهل قزاقستان است.
در سال ۲۰۱۰ و در مسابقات کمیته مردان ۶۰ کیلوگرم مردان در بازی های آسیایی ۲۰۱۰ که در گوانگژو چین برگزار شد، موفق به کسب مدال طلا شد. وی قرار است نماینده قزاقستان در بازی‌های المپیک تابستانی ۲۰۲۰ در کاراته باشد. 